# Кочренвілл (Пенсільванія)
Кочренвілл (англ. Cochranville) — переписна місцевість (CDP) в США, в окрузі Честер штату Пенсільванія. Населення — 631 особа (2020).

## Географія
Кочренвілл розташований за координатами 39°53′23″ пн. ш. 75°55′30″ зх. д. / 39.88972° пн. ш. 75.92500° зх. д. (39.889804, -75.924940).  За даними Бюро перепису населення США в 2010 році переписна місцевість мала площу 2,90 км², з яких 2,89 км² — суходіл та 0,00 км² — водойми.

## Демографія
Згідно з переписом 2010 року, у переписній місцевості мешкало 668 осіб у 257 домогосподарствах у складі 195 родин. Густота населення становила 230 осіб/км².  Було 279 помешкань (96/км²).
Расовий склад населення:
| - 89,8 % — білих - 2,4 % — азіатів - 1,3 % — чорних або афроамериканців - 3,6 % — осіб інших рас |

До двох чи більше рас належало 2,8 %. Частка іспаномовних становила 9,3 % від усіх жителів.
За віковим діапазоном населення розподілялося таким чином: 22,2 % — особи молодші 18 років, 60,9 % — особи у віці 18—64 років, 16,9 % — особи у віці 65 років та старші. Медіана віку мешканця становила 42,1 року. На 100 осіб жіночої статі у переписній місцевості припадало 98,8 чоловіків;  на 100 жінок у віці від 18 років та старших — 93,3 чоловіків також старших 18 років.
Середній дохід на одне домашнє господарство  становив 69 142 долари США (медіана — 65 208), а середній дохід на одну сім'ю — 77 775 доларів (медіана — 75 125). За межею бідності перебувало 2,4 % осіб, у тому числі 0,0 % дітей у віці до 18 років та 0,0 % осіб у віці 65 років та старших.
Цивільне працевлаштоване населення становило 384 особи. Основні галузі зайнятості: роздрібна торгівля — 22,1 %, виробництво — 19,5 %, освіта, охорона здоров'я та соціальна допомога — 19,0 %.